# Confederación Europea de Escultismo
La Confederación Europea de Escultismo se creó en Bruselas, el 12 de noviembre de 1978 y tiene su sede en Bélgica. CES enfatiza la dimensión europea de su programa de escultismo y sostiene que aplica el verdadero escultismo de Baden-Powell. CES es una confederación de federaciones nacionales. Algunas asociaciones fundadoras fueron miembros de la católica Federación de Escultismo Europeo (FSE) posteriormente redenominada Unión Internacional de Guías y Scouts de Europa (UIGSE), tras cierta controversia sobre la importancia de elementos confesionales en los programas aplicados en cada asociación miembro y sobre coeducación. El número concreto de miembros ha variado mucho con entrada y salida de varias asociaciones, por lo que actualmente no se dispone de datos fiables.

## Organizaciones miembro
La CES tiene federaciones nacionales en:
| País         | Asociación                                                                        | Fundación | Miembros                         | Status  |
| ------------ | --------------------------------------------------------------------------------- | --------- | -------------------------------- | ------- |
| Bélgica      | Europe et Scoutisme                                                               | 1977      | 10 grupos (3 son scouts marinos) | miembro |
| Alemania     | Bund Europäischer Pfadfinder (BEP)                                                | 1952      | 3 grupos                         | miembro |
| Italia       | Federazione Scautistica Italiana - Federazione del Movimento Scout Italiano (FSI) | 1986      |                                  | miembro |
| Países Bajos | Federatie Scouting Europa Nederland (FSE)                                         | 1969      | ya no tiene grupos activos       | miembro |
| Gran Bretaña | European Scout Federation (British Association) (FSE)                             | 1949      | 8 grupos                         | miembro |
| España       | La Organización Juvenil Española (OJE, no es una asociación scout)                | 1960      | [ 6 ]                            | miembro |

Las siguientes organizaciones estaban mencionadas como asociaciones miembros en el año 2002 pero no hay datos de su vinculación y estado actual: 
| País    | Asociación | Fundación        | Miembros                                                                | Status           |
| ------- | --- | ---------------- | ----------------------------------------------------------------------- | ---------------- |
| Francia | Fédération Française de Scoutisme | 1970             |                                                                         | sin datos        |
| Francia | Fédération du Scoutisme Européen Alsace (FSE Alsace) |                  | todos los grupos activos actualmente se localizan en Mannheim, Alemania | sin datos        |
| Francia | Guides et Scouts St Bernard |                  |                                                                         | sin datos        |
| Francia | Scouts de la Forêt de Brocéliande |                  |                                                                         | sin datos        |
| Francia | Scouts Libres Européens |                  |                                                                         | sin datos        |
| Polonia | Związek Harcerstwa Rzeczypospolitej (ZHR) |                  |                                                                         | miembro asociado |
| España  | Confederación Española de Federaciones y Asociaciones Scouts, englobaba a Federación de Scouts Baden-Powell de España (SBPE) y Asociación de Scouts de Andalucía (ASA) | disuelta en 2006 |                                                                         | sin datos        |

La italiana Federazione del Movimento Scout Italiano (hasta junio de 2006 Federazione Scautistica Italiana; FEDERSCOUT), abandonó CES en 2008 y se unió a WFIS. Hasta 1996 tuvo una asociación miembro en Portugal, la Associação das Guias e Escuteiros da Europa, que se unió al proyecto original de la FSE-UIGSE.